# Reinhoud D'Haese
Reinhoud D'Haese (født 21. oktober 1928 i Grammont, Flandern, Belgien, død 1. juli 2007 i Paris) var en belgisk billedhugger, maler og grafisk designer. Fra 1960 anvendte han kun fornavnet Reinhoud som kunstnernavn. Han var bror til billedhuggerne Begga D'Haese og Roel D'Haese. 
Reinhoud kom først i lære hos en guldsmed i Bruxelles. Fra 1946 til 1950 tog han sin kunstneriske uddannelse i metal skulptur ved École nationale supérieure des Arts visuels (ENSAV), tidligere École Nationale Supérieure d'Architecture et des Arts Décoratifs (ENSAAD – La Cambre) i Den Tidligere Abbey La Cambre syd for Bruxelles, hvor han blev uddannet mellem 1946 og 1947 af Oscar Jespers. Reinhoud fulgte desuden kurser i tegning, samt han studerede ved skolen for kunst og kunsthåndværk i Bruxelles. 
I 1950 lærte han COBRA-kunstneren Pierre Alechinsky at kende, og han blev introduceret til de andre COBRA-medlemmer. Han deltog sammen med dem i forskellige udstillinger såsom "Second International Exhibition of Art Expirimentele (COBRA °" i Palais de Beaux-Arts i Liège i 1951. 
Reinhoud etablerede sig først som smed og benyttede sig af jern som materiale. I 1956 brød han igennem som kunstner med en solo-udstilling i Galleri Tattoo i Bruxelles, hvor han blev tildelt prisen "Prix de la Critique". 
I 1957 modtog Reinhoud prisen for "Ung Belgisk Skulptur". I 1958 fandt han sin egen kunstneriske retning. Han arbejdede i perioden 1958-1959 med Pierre Alechinsky og deltog sammen med ham i forskellige udstillinger. I løbet af denne periode lærte han også den københavnske gallerist Børge Birch at kende. Som startede det kendte COBRA galerie i København Galerie Birch.
I 1959 modtog han et stipendium fra den belgiske stat. Opmuntret af Alechinsky, begyndte Reinhoud også at tegne i 1962 og allerede samme år havde han en soloudstilling på Lefebre Gallery i New York. 
Han brugte fortrinsvis kobber, bly, og kobber + tin, som var mest velegnet til at skabe hans fantasifulde skulpturer. 
Under et besøg i København lavede Reinhoud små skulpturer af æltet til brød til Børge Birch, som blev fascineret af resultatet og foreslog, at skulpturerne skulle belægges med sølv eller kobber via elektrolyse-bad. Disse eventyrlige figurer var en stor succes for Reinhoud og kom til at udgøre en vigtig del af hans kunstneriske produktion. 
Reinhoud fortsatte med at eksperimentere med sin stil med metalgenstande lavet med krøllede metalplader. I 1963 producerede han sine første værker i nikkel sølv. I de følgende år var han tilknyttet "Instituto Torcuato di Tella" Buenos Aires, Argentina. I 1964 giftede han sig med fotografen Suzy Embo og bosatte sig i Paris. Det følgende år eksperimenterer han med store bogstaver i avisen og tråd. Han skaber i 1968 en række skulpturer uden et hoved, som han anvender "Migræne" opkald. I 1969, har han en række træskulpturer. 
Han giftede sig igen i 1970 med Nicole Remón. 
Reinhoud boede en kort årgang i USA (1974-1975), først som gæsteprofessor på Minneapolis College of Art and Design. I denne periode arbejdede han hovedsagelig i kobber og messing. Derefter rejste han gennem Colorado Ørkenen, Nevada ørkenen og til sidst til Mexico. 
Da han vendte tilbage, boede han skiftevis i Paris og La Bosse i perioden 1976-1978. Han tilbragte hver sommer i Provence. Fra 1980 tog han regelmæssigt til Normandiet, og han begyndte at bruge småsten i sine værker. 
I 1983 skabte han et relief kaldet "Stop the Run" for Osseghem undergrundsstation i Bruxelles. I 1987 arbejdede han i Morville (Normandiet). I 1992 vendte han tilbage til tegningen. 
Reinhoud D'Haese døde den 1. juli 2007 i en alder af 79 år af et iskæmisk slagtilfælde.

## Priser
- 1957: Prize of the "Young belgiske Sculpture"
- 1969: Price "Eugène Baie-', Belgien
- 1985: Den Belgiske Stats Pris for Plastisk Kunst